# ديون دوكينز
ديون دوكينز (بالإنجليزية: Dion Dawkins)‏ هو لاعب كرة قدم أمريكية أمريكي، ولد في 26 أبريل 1994 في راهواي في الولايات المتحدة.

## وصلات خارجية
- ديون دوكينز على موقع مرجع كرة القدم المحترفة.كوم (الإنجليزية)